# Verso de arte maior
Verso de arte maior designa em geral uma forma de verso utilizado nas línguas ibéricas que tem mais de oito sílabas (nove ou mais), em contraposição ao verso de arte menor. Na actualidade esta é a definição mais habitual, mas até ao século XIX a fronteira entre versos de arte maior e de arte menor oscilava entre oito e dez sílabas. Estilisticamente, o verso de arte maior é considerado como mais apropriado para temas sérios e profundos, em geral com algum grau de dramatismo, sendo mais utilizado na lírica culta do na de cariz mais popular.

## Descrição
A designação verso de arte maior é utilizada para referir um estilo de verso multiforme de nove ou mais sílabas que apareceu na poesia espanhola de língua castelhana em finais do século XIV, mas que teve cultores nas restantes línguas ibéricas, incluindo a portuguesa. 
O termo verso de arte maior é também usado para referir a métrica de arte maior, um estilo de versejar que lhe está associado, no qual cada verso é composto por dois hemistíquios, cada um dos quais com uma acentuação rítmica no início e no fim, com as sílabas tónicas separadas por duas sílabas átonas (não acentuadas).
A designação originou-se do contraste entre o estilo do verso de arte menor, mais curto e por isso mais fácil de construir, e os difíceis versos de oito a dezasseis sílabas que eram usadas na poesia mais erudita. O estilo evolui lentamente para uma forma regular de doze sílabas, em versos com quatro sílabas tónicas (acentuadas) separadas por uma cesura mediana.
O verso de arte maior atingiu a maturidade no século XV com a poesia de Juan de Mena, em especial com o poema épico de cariz didático e alegórico intitulado Laberinto de Fortuna (1444). As copletas em pareado ou dístico deste poema, conhecidas por Octavas de Juan de Mena, são constituídas por grupo de oito versos de arte maior. No século XVI o verso de arte maior foi largamente substituído na poesia erudita pelo hendecassílabo de origem italiana.
Em termos estilísticos, o verso de arte maior parece ser mais apropriado para temas graves, sendo mais utilizado na lírica culta que na lírica popular, embora seja mais fácil trabalhar o acento rítmico nos versos de arte maior.